# Crispiloba disperma
Crispiloba disperma är en tvåhjärtbladig växtart som först beskrevs av Spencer Le Marchant Moore, och fick sitt nu gällande namn av C.G.G.J. van Steenis. Crispiloba disperma ingår i släktet Crispiloba, och familjen Alseuosmiaceae. Inga underarter finns listade i Catalogue of Life.